# Mahoma en l'islam
Muhàmmad ibn Abd-Al·lah ibn Abd-al-Múttalib ibn Haixim (àrab: مُحَمَّدُ بْنُ عَبْدِ ٱللهِ بْنِ عَبْدِ ٱلْمُطَّلِبِ بْنِ هَاشِمٍ; nascut cap al 570 i mort el 8 de juny del 632), conegut habitualment com a Mahoma, és el segell dels profetes i missatgers de Déu en totes les branques principals de l'islam. Els musulmans creuen que l'Alcorà, el llibre sagrat de l'islam, fou revelat per Déu a Mahoma, que rebé l'encàrrec de restaurar l'islam, considerat la fe monoteista original i sense distorsions d'Adam, Abraham, Moisès, Jesús i altres profetes. Els principis religiosos, socials i polítics establerts per Mahoma a través de l'Alcorà es convertiren en el fonament de l'islam i el món islàmic.
Nascut el 570 en el si d'una família quraixita respectable de la Meca (Aràbia), Mahoma es guanyà de ben jove el sobrenom d'al-Amín (اَلْأَمِينُ, 'l'honest'). Es diu que el 610, a l'edat de 40 anys, rebé la seva primera revelació verbal a la cova d'Hira, l'inici d'una anunciació de l'Alcorà que es prolongaria fins a la fi de la seva vida. Segons la fe musulmana, Déu encomanà a Mahoma predicar la unitat de Déu per erradicar la idolatria, una pràctica molt estesa a l'Aràbia preislàmica. La persecució que patien els nous conversos a l'islam feu que el 622 Mahoma i els seus deixebles emigressin a Medina (aleshores coneguda com a «Yàthrib») a invitació d'una delegació de la ciutat, esdeveniment conegut com a «hègira». Aquesta emigració no només fou un punt d'inflexió en la vida de Mahoma, sinó que també marca l'inici del calendari musulmà. Una vegada a Medina, esbossà la Constitució de Medina, que establia els drets i governava les relacions de les diverses comunitats que vivien a la ciutat, formà una comunitat independent i fundà el primer estat musulmà.